# Bankleer
bankleer ist ein Künstlerduo, das 1998 von Karin Kasböck und Christoph Maria Leitner gegründet wurde.

## Leben und Werk
Karin Kasböck studierte Kunstpädagogik, -geschichte und -psychologie an der Ludwig-Maximilian-Universität in München bei Professor Hans Daucher und Kunst im Kontext an der Universität der Künste Berlin.

Christoph Maria Leitner studierte in der Klasse von Helmut Sturm Malerei an der Akademie der Bildenden Künste in München.
Kunst ist für bankleer eine Praxis, um auf soziale, politische und ökologische Ereignisse zu antworten. Ein wiederkehrendes Thema sind die enormen Formkräften des Neoliberalismus und die Frage nach gesellschaftlicher Wirksamkeit von Kunst. Ihre interdisziplinären Arbeiten umfassen skulpturale Performances, Happenings, Objekte, Environments, Videoessays, Texte sowie Aktionen und Interventionen im öffentlichen Raum.
Ihre Arbeiten bewegen sich im Spannungsfeld zwischen diskursiven Medien und ästhetischen Übertragungen von Emotionen und Spekulationen. Sie agieren an den Grenzen zwischen Aktivismus, Performance, Text, Video, Sound und Skulptur in gesellschaftlichen Räumen.

## Ausstellungen
- 2000 hey, international competition style, tent. Rotterdam
- 2006 no space is innocent, Forum Stadtpark, Steierischer Herbst, Graz
- 2008 Vertrautes Terrain. Aktuelle Kunst in/über Deutschland, ZKM, Karlsruhe
- 2009 Artists for COP 20, Kunsthal Charlottenborg
- 2011 Über die Metapher des Wachstums, Frankfurter Kunstverein, Frankfurt am Main
- 2013 I. Berliner Herbstsalon, Palais am Festgraben/Maxim Gorki Theater Berlin
- 2014 Face to Face with the Monument, Wiener Festwochen
- 2015 II. Berliner Herbstsalon, Maxim Gorki Theater Berlin
- 2017 Withess, I. Karachi Biennale, Karachi
- 2017 III. Berliner Herbstsalon, Maxim Gorki Theater Berlin
- 2018 RE:EDEN, Eden Oranienburg[2]
- 2018 The Video is the message, Hamburger Kunsthalle
- 2019 Alphabet des anarchistischen Amateurs, <rotor> Steirischer Herbst, Graz
- 2021 Taumelnde Leere, Villa Massimo, MAXXI, Rom
- 2022 Eppur si muove – und sie bewegt sich doch!, Japanisches Palais, Dresden[3]

## Preise und Auszeichnungen
- 2004 Arbeitsstipendium der Akademie Schloss Solitude Stuttgart
- 2015 ComPeung Chiang Mai, Thailand
- 2017 Stipendium des Goethe-Institut Karachi
- 2020/2021 Stipendium der Deutschen Akademie Rom Villa Massimo[4][5]

## Publikationen
- bankleer, Karin Kasböck & Christoph Maria Leitner (Hrsg.): finger in the pie, Text: Nataša Ilić, Diedrich Diederichsen, Dietrich Heißenbüttel, Stefan Kaegi, Daniela Stöppel, Design: ITF Grafikdesign, Till Sperrle. Sternberg Press, Berlin 2012, ISBN 978-3-943365-01-6.
- re:form e.V. (Hrsg.), bankleer / Heißenbüttel (Red.): Re:Eden – Neue Blicke auf die älteste Reformsiedlung Deutschlands. JOVIS Verlag, Berlin 2019, ISBN 978-3-86859-587-1
- nGbK (Hrsg.), bankleer, Hagemann, Heißenbüttel (Red.): Friedensschauplätze – Frieden und Sichtbarkeit in der asymmetrischen Welt. Berlin 2010, ISBN 978-3-941560-67-3